# Nokia 6230
De Nokia 6230 is een mobiele telefoon van de Finse fabrikant Nokia. Dit model is midden 2004 uitgebracht en is gebaseerd op het zogenaamde Nokia Series 40 platform. Het toestel heeft een 16 bit-tft-scherm met een resolutie van 128x128 pixels en een VGA-camera die video's en foto's kan opnemen. Tevens heeft het een ingebouwde radio-ontvanger en kan het MP3- en AAC-bestanden afspelen. Het toestel beschikt over GPRS, infraroodverbinding en bluetooth.

## Nokia 6230i
In 2005 bracht Nokia een verbeterde versie van het model 6230 uit, de 6230i met een 1,3 megapixelcamera, een schermresolutie van 208x208 pixels, en een selectie-knop midden op de scroll-knop. Deze versie heeft een nieuwe interface, met animaties. Ook is deze telefoon UMS-compliant, zodat het toestel zonder extra drivers via de POP-poort op een USB-aansluiting van een pc kan worden aangesloten als externe drive. Als opslagmedium wordt een MMC-kaart gebruikt. Standaard is deze 32 MB; volgens opgave van de fabrikant kunnen MMC-kaarten van maximaal 512 MB worden gebruikt.